# Chincheu (Fuquiém)
Chincheu, Chincheo, Quincheu ou Quanzhou (em chinês: 泉州; romaniz.: Quánzhōu (pinyin)) é uma cidade chinesa da província de Fuquiém. Segundo censo de 2018, havia 1 330 100 habitantes.
Chincheu e Sagres (Vila do Bispo) são as pontas da maior linha reta terrestre que se pode traçar no planeta Terra. Quem quiser seguir esta linha terá que renunciar ao conforto de estradas e atravessar montanhas agrestes e desertos inóspitos. A jornada implicaria atravessar 15 países e tem cerca de 32 186 km.